# Некоглай
Некогла́й (Nekoglai; настоящее имя — Никола́й Фёдорович Ле́бедев; рум. Nicolae Lebedev; род. 14 ноября 2000, Кишинёв) — русскоязычный видеоблогер, тиктокер, Twitch-стример и рэпер из Молдовы.
Первую широкую известность получил благодаря TikTok-видеороликам и совместным прямым трансляциям со стримером Иваном Золо. Вторая волна известности пришла к Некоглаю в связи с депортацией из России из-за видео с пародией на российского солдата во время вторжения России на Украину и последующей поддержкой вооружённых сил Украины.

## Биография

### Ранние годы
Николай Фёдорович Лебедев родился 14 ноября 2000 года в Кишинёве, Молдова.
Когда Николаю было 9 лет, его мать умерла от рака четвёртой стадии, а спустя год от передозировки наркотическими веществами умер его отец.

### Карьера

#### Начало карьеры и успех
В 2016 году Некоглай завёл аккаунт на платформе Twitch и начал проводить прямые трансляции на игровую тематику. На стримах Николай обычно играл в Dota 2 и Counter-Strike: Global Offensive.
В мае 2021 года видео Некоглая с пародией на Егора Крида, размещённое в TikTok, собрало большое количество просмотров и принесло ему первую волну популярности.
18 мая 2021 года зарегистрировал канал n3koglai на стриминговом сервисе Twitch. В том же году Николай познакомился с тиктокером Иваном Золочевским, с которым стал проводить совместные трансляции сначала в TikTok, а после — на Twitch.
10 января 2022 года Некоглай и Иван Золо побили рекорд СНГ Twitch по количеству одновременных зрителей на трансляции: их смотрели 578 тысяч человек. В период активных трансляций с Золо Некоглай переехал в Россию.
6 февраля 2022 года появилось обвинение в накрутке ботов на стримы Некоглая, в том числе на рекордную трансляцию с аудиторией более 500 тысяч человек. В качестве доказательств приводилась статистика: из 1,36 миллиона уникальных зрителей 604 тысячи были незарегистрированными, 305 тысяч создали аккаунты в декабре 2021 года, а 234 тысячи не смотрели других стримеров, кроме объединения «Pardonte». Сам Николай отвергает обвинения, заявляя, что если накрутка и имела место, то это делает неизвестное ему третье лицо.

#### Депортация из России и дальнейшая деятельность
7 ноября 2022 года Некоглай выложил в TikTok видео с пародией на российского солдата, уворачивающегося от украинских гранат. 9 ноября Некоглай был задержан и доставлен в Бабушкинский суд Москвы, где был оштрафован и приговорён к депортации в Молдову. 10 ноября 2022 года в интернете распространилось видео, в котором Некоглай, выбритый налысо и имеющий видимые синяки, заявляет, что «чувствует себя животным» и приносит извинения за записанное видео. 24 ноября Некоглай был депортирован в Молдову стыковочным рейсом в Армении.
В январе 2023 года Некоглай провёл стрим, на котором собирал деньги на покупку дронов для ВСУ, поскольку считает себя врагом российского режима. В марте того же года стример лично поехал в Киев и передал военным пять дронов DJI Mavic 3 и автомобиль.
В феврале 2023 года на Некоглая было заведено уголовное дело по статье 128.1 УК РФ «Клевета» за клевету о Екатерине Мизулиной.
30 ноября 2024 года впервые поучаствовал в боксёрском поединке на ринге FEA Championship против молдавского блогера Жосана. Некоглай проиграл бой.

## Личная жизнь
В 2021 году состоял в романтических отношениях со стримершей Аминой «Tenderlybae» Мирзоевой. По словам Мирзоевой, они расстались из-за измены Некоглая. Расставание произошло в феврале 2022 года.

## Дискография

### Альбомы
| Год  | Название     | Комментарий |
| ---- | ------------ | ----------- |
| 2023 | «Unreleased» | —           |

### Синглы
| Год  | Название                                          |
| ---- | ------------------------------------------------- |
| 2021 | «Разрывная»                                       |
| 2021 | «Nekoglai Hook»                                   |
| 2021 | «Kolyan»                                          |
| 2021 | «Миллиарды»                                       |
| 2022 | «Обычный парень» (при участии ivanzolo2004)       |
| 2022 | «Гангстер» (совместно с Даниилом Степановым)      |
| 2022 | «Cumback»                                         |
| 2023 | «На день интересна» (совместно с Даней Милохиным) |

## Видеография
| Год  | Название                                    | Примечание |
| ---- | ------------------------------------------- | ---------- |
| 2021 | «Разрывная»                                 |            |
| 2022 | «Cumback»                                   |            |
| 2022 | «Обычный парень» (при участии ivanzolo2004) |            |

## Бои
| Ринг             | Соперник | Дата боя       | Результат | Прим. |
| ---------------- | -------- | -------------- | --------- | ----- |
| FEA Championship | Жосан    | 30 ноября 2024 | Поражение |       |

### Комментарии
1. ↑  Часто сокращается до просто «Золо»
2. ↑  20 марта 2024 года рекорд перебили стример Mellstroy и рэпер Моргенштерн. Их совместную трансляцию на платформе Kick одновременно смотрело 720 тысяч человек[9].